# Thysanopoda aequalis
Thysanopoda aequalis är en kräftdjursart som beskrevs av Hansen 1905. Thysanopoda aequalis ingår i släktet Thysanopoda och familjen lysräkor. Inga underarter finns listade i Catalogue of Life.